# 1829

## أحداث
- تأسيس مدينة بيلا يونيون وتقع حاليا في الأوروغواي.
- تأسيس مدينة واجا واجا وتقع حاليا في أستراليا.
- تأسيس مدينة برث وتقع حاليا في أستراليا.
- تأسيس مدينة إبادان وتقع حاليا في نيجيريا.
- 21 مارس : زلزال يضرب إسبانيا ويخلف 209 جريحا و389 قتيلا.
- نهاية الحرب الروسية التركية في 1829 والتي بدأت في 1828.
- نهاية الحرب بين كولومبيا الكبرى والبيرو في 28 فبراير 1829 والتي بدأت في 3 يونيو 1828.

## مواليد
- أنتون روبنشتاين
- أوجست ماري فرنسوا برناريت
- الشنقيطي التركزي
- تشستر آرثر
- جون ارميا يعقوب
- روبرت نوبل
- محمد بن عبد القادر الميقاتي

## وفيات
- ادوارد تيفين
- 10 فبراير – ليون الثاني عشر
- 10 مايو – توماس يونغ (عالم)
- علي بن محمد بن عبد الوهاب